# 임페리얼 가드 (워해머 40,000)
임페리얼 가드(Imperial Guards)는 워해머 40,000의 가상 우주의 인류들로, 지금의 인류와 딱히 다른것은 없다.

## 진영 개요

### 구성
당연히 인간들로 구성되어 있으나, 오우거 같이 억센 오그린이나 호빗처럼 작은 래틀링 같은 돌연변이들도 존재한다 (스쿼트라는 뛰어난 기술을 가진 드워프같은 종족도 있었으나 인류제국에게서 독립을 선언한 뒤, 타이라니드에게 멸망당한 것으로 알려졌으나 개정 이후 아예 없었던 종족으로 처리되었다.). 이들은 스페이스 마린들처럼 유전자 개조를 받은 초인들이나 아뎁타 소로리타스처럼 광신에 아까운 신앙을 가지고 있지 않은, 쉽게 말해 보통 인간들이다. 스페이스 마린이 아무리 강력하다고 해도 수많은 적들로부터 은하 하나를 차지하는 인류제국을 전부 지킬 수는 없기 때문에 이들이 꼭 필요하다. 그러나 같은 임페리얼 가드라고 해도 넓게 퍼져있으므로 지역에 따라 다른 형태로 이뤄진다. 유명한 연대들로는 카디아 주둔군인 '카디안 쇼크 트루퍼', 크리그 행성의 '데스코즈 오브 크리그' (연대 이름 자체가 영어 + 독일어라서 코즈는 콥스가 아닌 코즈라고 읽어야 한다), 데스 월드인 카타챤 행성의 '카타챤 정글 파이터' 등등이 있다.

### 전술
인류 제국이 4만년 동안 많은 적들과 싸우면서 전투경험을 쌓아온 결과, 인류제국은 인해전술을 주류로 전술을 짜고있다. 실제로 대부분은 기갑을 동원한 인해전술이라고 한다. 경우에 따라 적의 대차량공격을 인명으로 보호하기도 한다.

### 병력 및 지휘관
병종이 전략별로 나뉜 다른 종족과는 달리, 임페리얼 가드는 병종의 절대다수 가 가드맨(Imperial Guardsmen)이다. 이는 행성에서 병력을 징집하면 셀수없을 정도로 병력이 많이 나오기 때문에, 한가지로 통일해야 보급이 편하기 때문이다. 그렇다고 다른 병종이 아예 없는 건 아니고 있을건 다있다.
다음은 PC게임들을 위주로 작성되었다.
임페리얼 제너럴
PC게임에 등장하는 임페리얼 가드의 지휘관이다. 보병에게 강력한 제너럴과 그의 수행원들(커미사르, 사이커, 프리스트, 카스킨 보디가드)로 구성되어있다. 미니어쳐 게임에서는 커맨드 스쿼드로 나온다.
커미사르
가드맨과 함께 임페리얼 가드의 상징이라 할 수 있는 유닛. 스톰 트루퍼를 차출하는 학교에서 양성되며, 해당 행성의 엘리트들이다. 이들의 임무는 겁쟁이와 부대내 이단자, 군법위반자등을 처형하고 사기를 유지 (전투 도중 사기가 낮아져 싸울수없다고 판단되면 커미사르는 임의로 일반 병사 한명을 사형시켜 다른 사람들에게 본보기를 보여 줄 수 있다) 하는 것이다. PC게임인 DOW1에서는 1티어 지휘관 유닛으로 나오며 보병유닛에게 합류시킬 수 있다. 커미사르가 함께하는 분대는 사기가 200상승 됨과 동시에 체력회복속도가 높아진다. 그리고 2티어가 되면 처형(Execute) 기술이 생기며 이 기술을 사용할 경우 아군 한명을 잃는 대신 사기가 최대치로 회복됨과 동시에 잠시동안 사기피해를 받지 않고 주변에 있는 보병들의 공격속도가 급상승된다. DOW2에서는 로드 커미사르라는 이름으로 영웅이 되어 등장한다. 역할이나 능력은 1과 비슷하다.
사이커
워프의 힘을 이용하여 적들을 공격하거나 아군을 보호하는 역할. 그러나 자칫하면 악마의 유혹에 넘어갈때가 있기 때문에 임페리얼 가드는 이들을 필요악으로 규정하여 보호하고 감시하고 있다. PC게임에서는 한명의 적유닛에게 큰 피해를 주는 스트립 소울, 분대 전체에게 피해를 주는 라이트닝 아크, 기갑유닛의 아머형식을 보병아머로 변경시키는 커스 오브 머신스피릿의 기술을 가지고 등장한다. 그러나 설정의 반영으로 일정확률로 기술시전에 실패하여 죽는 경우가 발생한다.
가드맨
위에서 서술했듯이, 이들은 임페리얼 가드의 절대다수를 차지하는 병종이다.
중화기 팀
가드맨 2명으로 이루어지며, 헤비 볼터, 라스 캐논, 오토 캐논, 박격포, 미사일 런쳐 등으로 화력을 지원하는 역할이다. 미니어쳐 게임에선 각기 다른 5가지이상의 중화기를 장착할 수 있으나, PC게임에서는 보병에게 강하고 기본 무장인 헤비 볼터, 전차에게 강하며 사거리가 길고 2티어에 장착 가능한 라스캐논, 보병, 중보병, 경전차에게 강하며 라스캐논보다 더 긴 사거리를 가진 오토 캐논만 나왔다.
오그린
카오스 신에 의한 변이가 아닌, 자연 환경에 적응한 돌연변이들이라 제국에서 환영하는 인간이 아닌 종족들중 한 개체. 통점이 없어서 고통을 잘못 느끼는데다가 근육이 무지막지 하기 때문에 근접 및 돌격을 담당하고 있다. 미니어쳐 게임은 물론 PC게임에서도 스페이스 마린을 상회하는 엄청난 체력과 근접전능력을 지니고 나온다.
스톰 트루퍼
가드맨과 달리, 해당행성의 교육기관에서 양성한다. 교육기관에서 점수가 높으면 커미사르, 낮거나 보통이면 스톰 트루퍼가 된다. 해당행성의 엘리트 병사들. DOW1에서는 나오는 임페리얼 가드가 카디아 소속이라 스톰 트루퍼가 아닌, 카스킨(카스르킨)으로 등장했다. 그러나 DOW2에서는 이 이름으로 등장한다.
카스킨(카스르킨)
스톰 트루퍼와 대동소이 하지만, 가장 큰 차이점은 이들은 카디안 연대소속이라는 것. 스톰 트루퍼와는 달리 전장에 나서지 않고, 카디안 행성계의 도시의 방어만을 담당한다. 스톰 트루퍼와 마찬가지로 엘리트 병사들. DOW1에서는 강력한 원거리 공격력으로 효율성높은 유닛으로 등장하지만 DOW2에서는 등장하지 않는다.

## 기갑
센티넬
빈약한 장갑과 무장을 갖추고 있지만 빠른 기동력으로 적을 기습하는 워커. PC게임에서는 체력이 낮지만 기동성이 좋고 기갑과 건물에게 강한 유닛으로 등장했다.
키메라
보병수송을 위한 수송차량. 순수히 수송차량은 아니고, 보병에게 강한 무기들을 장착하고 있다. PC게임에서도 이와 별반 다르지 않게 구현되었다.
헬하운드
키메라의 수송능력을 제거하고 대형 화염방사기를 장착한 차량. PC게임에서는 짧은 사거릴 가졌지만 보병과 중보병은 물론, 사기치 하락과 건물에게도 강한 모습을 나온다.
바실리스크
엄청난 사거리와 정확도를 가지고 있는 자주포겸 돌격포. PC게임에서는 기갑치고는 낮은 체력을 가졌지만 게임최대의 사거리와 명중률을 가지고 등장한다. 특수 기술로는 리퀴지션 200과 전기 200을 소모하며 모든 유닛에게 매우 강력한 '어스퀘이크' 포탄을 지정발사 하는 것이다.
리만 러스 주력전차
스페이스 마린의 챕터중 하나인 스페이스 울브즈의 프라이마크인 '리만 러스'를 기리는 의미에서 붙여진 이름을 가지고 있는 만능 주력전차. 키메라만큼이나 많은 파생형이 존재한다. PC게임에서는 원본이 등장했다. 5라는 높은 기갑제한수를 차지하지만 모든 유닛에게 강력한 기갑으로 등장했다.
베인블레이드
베인블레이드는 엄청난 화력을 가지고 있는 인류제국의 초중전차인데,
메가 배틀캐논 1문, 오토 캐논 1정, 데몰리션 캐논 1정, 헤비볼터 2총신 포탑 3개(전방 1개, 좌우측면 1개씩), 라스캐논 2포신 포탑 2문(좌우측면 1개씩)이라는 끝장나는 숫자 and 위력의 화력을 갖추고있다.(모두 세어보면 총구가 11개다.) 이는 '마스 패턴 베인블레이드'라고 불린다.
이후 '호루스 헤러시'가 일어나서 화성에 있던 진국 베인블레이드의 설계도가 날아가버리고,
그러고 나서부터는 여러 복제품이 생겨나기 시작했는데,
대표적인 놈이 바로 '루시우스 패턴 베인블레이드'다.

## 보병무기

### 개인화기 류
라스건
가장 기본적인 무기로써, 가드맨들에게 '만' 지급된다. 스코프가 달린 라이플처럼 생겼으며 앞에는 총검이 장착되어 있다. 레이저를 발사하는 무기로 인간의 맨몸뚱아리 사지에 맞을 경우 사지가 증발할 정도로 강력하다. 하지만 어디까지나 현대에서 볼 때나 강할 뿐, 40000년대 우주에서 등장하는 외계인들의 기술력, 마법, 피부껍질 앞에서는 손전등이나 다름없는 무기로 나온다. (물론, 이는 밸런스를 맞추기 위해서이다) 다만, 아무리 손전등이라고 불리는 정도의 무기일지라도 인간이 방어구 없이 그걸 맞으면 즉시 증발하게 된다. 이는 외계인에게도 포함되는 것으로, 가랑비에 옷 젖는다는 말처럼 약하다고 해서 생각없이 맞아주다가는 죽게 된다.
라스 피스톨
라스건을 권총식으로 축소해놓은 것으로, 하사들이나 커미사르, 혹은 테크프리스트등이 쓰기도 한다. 라스건보다 사정거리가 짫으나 화력은 비슷한편.
플라즈마 피스톨
역시나 플라즈마 건을 권총식으로 축소해놓은 것으로, 사거리는 길지 않으나 안정성과 명중률이 높다.
멜타 피스톨
멜타 무기를 권총식으로 축소 해놓은 것. 이하동문.
고출력 라스건[핫-샷 라스건이라고도 한다]
스톰 트루퍼 및 카스킨(카스르킨)에게 지급되는 것으로, 스페이스 마린들의 파워 아머를 관통할 수 있을만큼 강력하다.
리퍼건
오그린들에게 지급되는 것으로, 강력한 대구경 탄환을 사용한다. 또한 총검을 붙여놨기 때문에 근접전에서 상당한 위력을 보여준다. 다만 사용자가 오그린이다 보니 효과적인 원거리 공격을 바라는 것은 무리라고 할 수 있다.
샷건
DOW2에서 카타챤 데빌들이 들고 나온 그것. 돌격할 때 유용하긴 하지만, 라스건에 비해 사정거리가 극단적으로 짧아 임페리얼 가드에서는 많이 운용하진 않는다. 대신, 우주선같은 좁은 공간에서 싸우는 경우가 많은 임페리얼 네이비는 애용하는 무기.

### 분대지원화기 류
화염방사기
보통 분대당 하나씩 배치한다. 적 보병을 쓸어버리는데 유용하다. 미니어쳐 게임에서는 가드맨들에게도 쥐어줄 수 있으나 던오브워 1 PC게임에서는 등장하지 않았지만 던오브워 2에서는 업그레이드로 가드맨들에게 장착시킬 수 있다
유탄 발사기
PC게임에서는 긴 사거리와 적을 넘어지게하는 대보병무기로 등장했다. PC게임에서는 여러명에게 들려줄 수 있으나 미니어쳐 게임이나 정식 편제상은 분대당 하나다.
멜타 무기
초고열의 에너지 빔을 발사하여 적의 두꺼운 장갑을 녹이는(Melt, 이 무기의 어원이기도 하다.) 무기. 대전차에 굉장히 효과적이나 유효사거리가 길지 않다.
플라즈마 건
PC게임에서는 중보병에게 효과적인 무기로 나온다. 가드맨, 컬티스트, 택티컬 마린, 카오스 스페이스 마린이 들고나와 자주보이는 무기지만 실제로는 꽤 드물고 무서운 무기. 인류제국의 플라즈마 기술은 불안정하여 위력은 좋지만 종종 폭발하기 때문에 임페리얼 가드의 플라즈마 건 사수는 굉장한 긍지와 경험을 가진 베테랑들이 된다.
스나이퍼 건
라스건의 명중률을 높히고 스코프를 단 것. 사거리가 우수하고 화력이 높으나 과열이 잘되고 탄수가 낮아졌다. 래틀링들의 주무기.

### 공용화기 류
이 이하는 주로 사수와 부사수 두명의 가드맨이 운용한다.
라스 캐논
라스건의 출력을 높히고 안정성을 부여한 것으로, 스페이스 마린이나 위치헌터 등에서도 폭넓게 쓰이는 대전차 무기이다. 그 위력은 굉장하여 보병이 운용하는 일반 화기중 최강이라 할 만한 대전차 화력을 지닌다.
오토 캐논
대보병용 중화기로, 긴 사거리와 엄청난 관통력을 소유하고 있다. PC게임에서는 어설트 캐논과 최고의 대보병무기 자리를 두고 자웅을 가리는 무기.
미사일 런쳐
현대의 보병용 대전차 미사일과 유사한 외관으로, 크랙(krak) 프랙(frag)두종류의 미사일을 발사한다. 전자는 대전차용, 후자는 대보병용이다. PC게임에서는 벨런스를 이유로 삭제되었지만, 미니어쳐 게임상으로는 라스캐논과 헤비볼터의 중간적 대안으로 자주 사용된다.
박격포
말그대로 박격포다. 시야를 필요로 하지 않는 등 현대의 박격포와 유사한 장점을 가지나, 이 시대에는 화력상 뒤떨어지는 면이 있다.
헤비 볼터
스페이스 마린이나 카오스 스페이스 마린, 아뎁타 소로리타스 등이 사용하는 볼터를 크게 만든 중기관총이다. PC게임에서도 잘 재현되어 있다.
이 외에도 계급이 높거나 특수부대의 경우 다양한 옵션무기를 사용하며, 이 경우 마린이나 쓰는 줄 알았던 볼터등을 쓰기도 한다.